# Ponte Kassuende

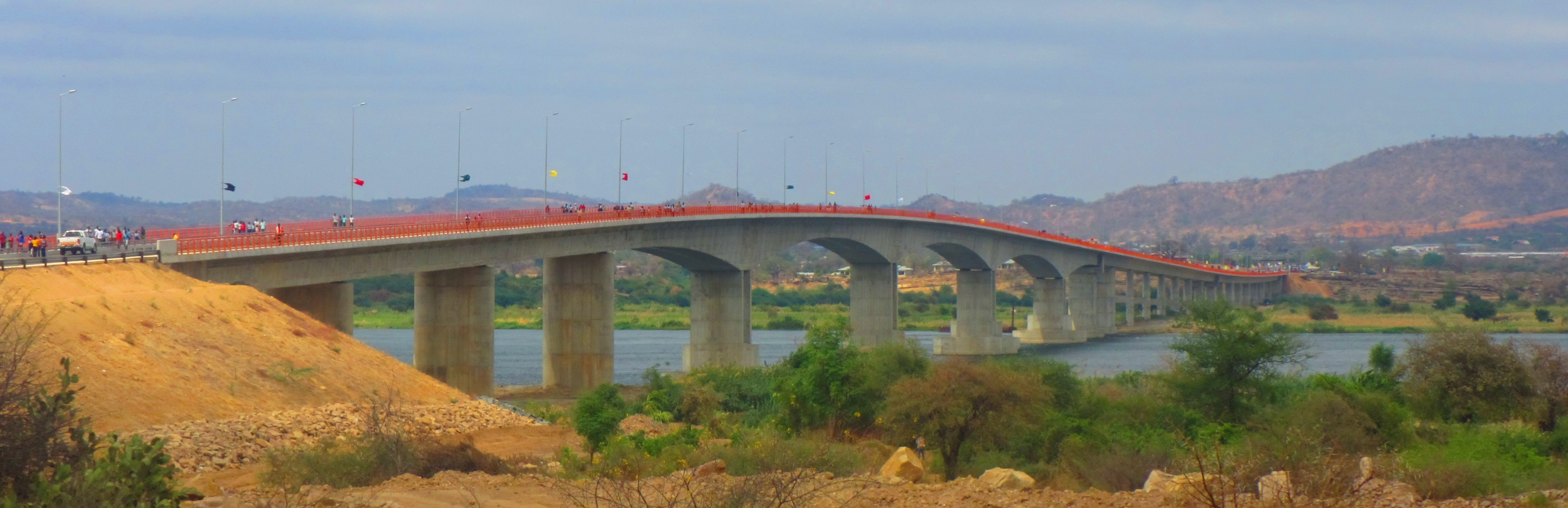
Ponte Kassuende, do lado de Moatize (Novembro 2014)

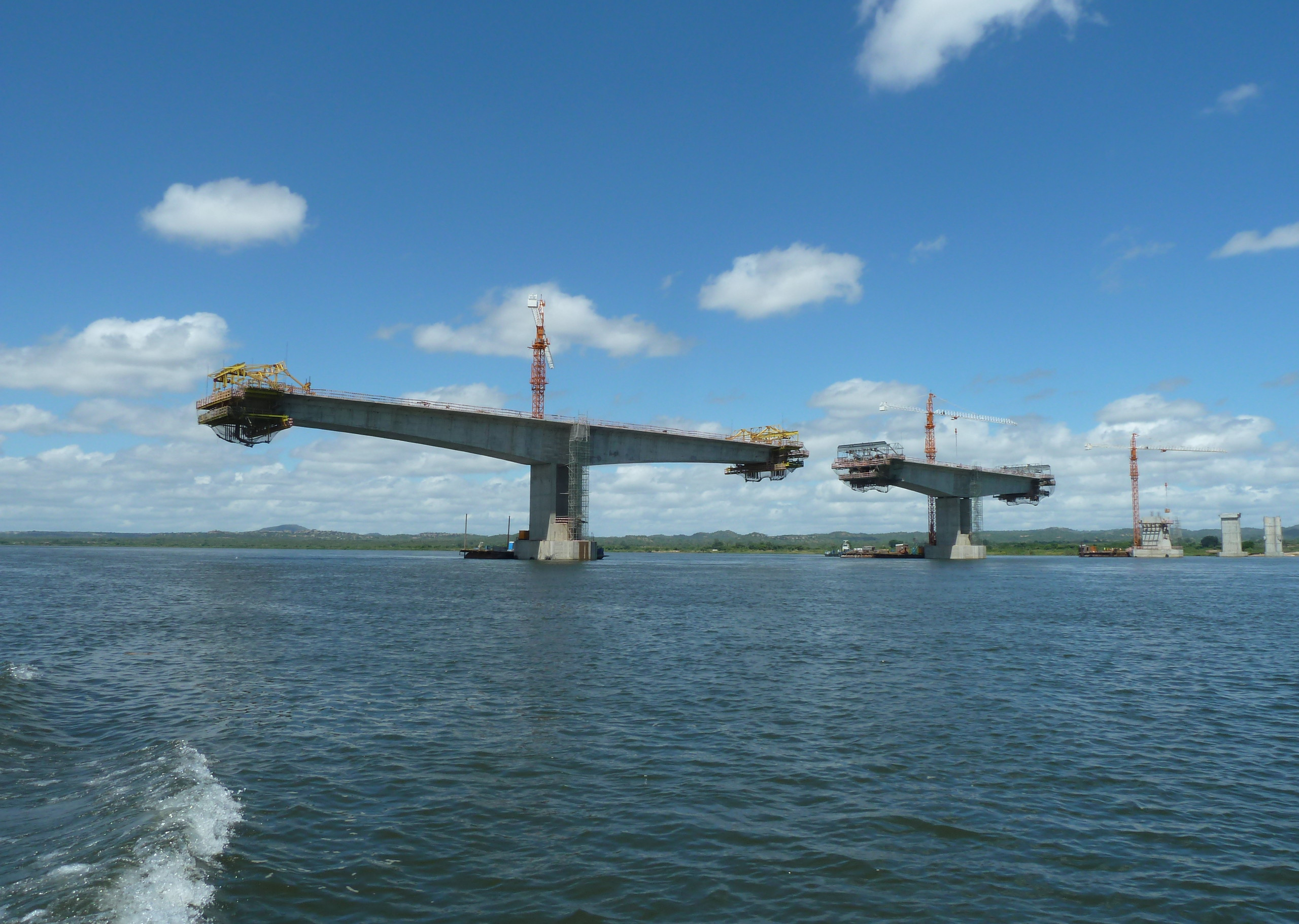
Ponte Kassuende em construção (Março 2013)

A Ponte Kassuende é uma ponte rodoviária sobre o rio Zambeze perto da cidade de Tete na província moçambicana de Tete. As obras começaram em 2011 e foram terminadas em Outubro de 2014. A ponte foi inaugurada no dia 12 de Novembro de 2014. É a quarta ponte moçambicana sobre o rio Zambeze, além da Ponte Dona Ana, a Ponte Samora Machel e a Ponte Armando Guebuza.

## História
Graças ao crescimento económico de Moçambique – sobretudo por causa dos investimentos estrangeiros no sector dos recursos naturais – o trânsito sobre a única travessia do rio na província de Tete, a Ponte Samora Machel, cresceu cada vez mais. Sobretudo como uma ligação para os países vizinhos (Maláui e Zimbabué) a ponte, cuja construção é iniciada em 1968 e inaugurada a 20 de Julho de 1972 já não era suficiente. Por isso, o governo moçambicano publicou em 2010 uma licitação para a construção de uma nova ponte perto da cidade de Tete.
A licitação, que incluía também a manutenção de certas estradas por 30 anos, foi ganha pelo consórcio Estradas de Zambeze. O consórcio é integrado pelas empresas Ascendi, Soares da Costa e Infra Engineering. Este consórcio por sua vez encarregou um consórcio das empresas portuguesas Mota-Engil, Soares da Costa e Opway para a construção da ponte e das estradas nos arredores. As obras começaram no dia 1 de Abril de 2011.
As obras foram terminadas em Outubro de 2014. O presidente da República de Moçambique, Armando Guebuza, inaugurou a ponte no dia 12 de Novembro de 2014 e anunciou ao mesmo tempo que a ponte será chamada “Ponte Kassuende”. Kassuende, no distrito de Marávia, província de Tete, ficou conhecida como uma base militar da Frelimo durante a guerra contra os colonizadores portugueses. Com a inauguração da ponte, camiões já não podem usar a Ponte Samora Machel.

## Descrição
A ponte encontra-se a cinco quilómetros da cidade de Tete e liga o bairro Samora Machel (da cidade de Tete) com a localidade de Benga do distrito de Moatize. A estrada que liga a Estrada Nacional 7 (EN7) com a ponte na margem sul tem 3 quilómetros, e a estrada na margem sul tem 10,5 quilómetros. A ponte tem um comprimento total de 1,6 quilómetros, com um vão sobre o rio de 716 metros. A ponte tem uma largura de 14,80 metros, incluindo os caminhos para peões. A concessionária Estradas do Zambeze cobra uma portagem, os pontos das portagens encontram-se nas estradas que ligam à ponte.
As obras tinham um valor de 105,263 milhões de euros. No valor estão incluidos os custos das obras para a ampliação de 260 km das estradas nacionais EN7 e EN8 (como ligação aos países vizinhos de Maláui e Zimbabué), de 270 km da estrada nacional EN9 (entre Cassacatiza e Tete) e de 150 km da estrada nacional EN304 entre Colomue e Mussacama.